# 愛知登文会
愛知登文会（あいちとうぶんかい）は、愛知県内における国の登録有形文化財建造物の保存と活用を図る任意団体。正式名称は、愛知県国登録有形文化財建造物所有者の会（あいちけんくにとうろくゆうけいぶんかざいけんぞうぶつしょゆうしゃのかい）。
毎年秋に建物の特別公開や案内を行う「あいちのたてもの博覧会」（あいたて博）をはじめ、文化財の保存と活用につながる様々な活動を行っている。

## 組織
2011年（平成23年）6月、愛知県国登録有形文化財建造物所有者の会が設立された。大阪・京都・秋田に次いで、全国で4番目の都府県単位の国登録有形文化財建造物所有者の会である。
正会員は愛知県内に登録文化財を所有する任意の個人または法人とし、準会員として所有していた登録文化財が指定文化財となった正会員とする。地方自治体が所有する文化財についてはその自治体を特別会員とする。愛知登文会の事業を援助する個人または法人を賛助会員とする。
2023年度（令和5年度）は会長1名と副会長3名を含む理事13名、その他に幹事2名、名誉会長1名、相談役8名で構成されている。
当初、年1回の総会は名古屋駅周辺の会議室で開催していたが、2013年（平成25年）からは登録有形文化財を会場としており、建物見学などを組み合わせた形で開催している。

### 会員

#### 正会員
2024年6月11日時点。正会員は愛知県内に登録有形文化財を所有する者。
|  | 会員                                             | 所在地 | コモンズ                       |
|  | ------------------------------------------------ | --- | ------------------------------ |
|  | オリエンタルビル屋上観覧車                       | 名古屋市中区栄三丁目5番1号 北緯35度10分7.21秒 東経136度54分26.88秒 / 北緯35.1686694度 東経136.9074667度              | オリエンタルビル屋上観覧車     |
|  | 金城学院高等学校榮光館                           | 名古屋市東区白壁四丁目64番64号 北緯35度10分58.71秒 東経136度55分6.85秒 / 北緯35.1829750度 東経136.9185694度          | 金城学院高等学校榮光館         |
|  | 建中寺徳興殿（旧名古屋商業会議所本館）           | 名古屋市東区筒井一丁目7番57号 北緯35度10分45.95秒 東経136度55分40.87秒 / 北緯35.1794306度 東経136.9280194度          |                                |
|  | 春江院本堂ほか                                   | 名古屋市緑区大高町西向山5 北緯35度3分42.99秒 東経136度56分2.86秒 / 北緯35.0619417度 東経136.9341278度                | 春江院                         |
|  | 棚橋家住宅主屋                                   | 名古屋市緑区有松3004 北緯35度3分59.3秒 東経136度58分15.21秒 / 北緯35.066472度 東経136.9708917度                      | 棚橋家住宅                     |
|  | 長母寺本堂ほか                                   | 名古屋市東区矢田三丁目13 北緯35度11分49秒 東経136度56分41.94秒 / 北緯35.19694度 東経136.9449833度                    | 長母寺                         |
|  | 中濱家住宅主屋ほか                               | 名古屋市緑区有松2603 北緯35度4分2.35秒 東経136度58分13.41秒 / 北緯35.0673194度 東経136.9703917度                     | 中濱家住宅                     |
|  | 名古屋陶磁器会館                                 | 名古屋市東区徳川一丁目10 北緯35度10分54.05秒 東経136度55分24.8秒 / 北緯35.1816806度 東経136.923556度                 | 名古屋陶磁器会館               |
|  | 森川家住宅主屋ほか                               | 一宮市大和町苅安賀字北川田1159 北緯35度17分26.46秒 東経136度46分54.54秒 / 北緯35.2906833度 東経136.7818167度         | 森川家住宅                     |
|  | 尾関家住宅主屋ほか                               | 愛知県犬山市大字犬山字白山平2 北緯35度23分11.49秒 東経136度57分3.65秒 / 北緯35.3865250度 東経136.9510139度           | 尾関家住宅                     |
|  | 川村家住宅主屋                                   | 犬山市大字犬山字東古券171-5 北緯35度22分54.79秒 東経136度56分26.89秒 / 北緯35.3818861度 東経136.9408028度            | 川村家住宅                     |
|  | 小島家住宅主屋ほか                               | 犬山市大字犬山字東古券633 北緯35度22分58.54秒 東経136度56分25.16秒 / 北緯35.3829278度 東経136.9403222度              | 小島醸造                       |
|  | 寂光院本堂ほか                                   | 犬山市継鹿尾杉ノ段12 北緯35度23分42.89秒 東経136度57分47.53秒 / 北緯35.3952472度 東経136.9632028度                   | 寂光院                         |
|  | 明治村第八高等学校正門ほか                       | 北緯35度20分35.71秒 東経136度59分27.12秒 / 北緯35.3432528度 東経136.9908667度                                        | 博物館明治村内の登録有形文化財 |
|  | 滝学園本館ほか                                   | 江南市東野町米野1 北緯35度20分7.21秒 東経136度51分24.33秒 / 北緯35.3353361度 東経136.8567583度                       | 滝学園                         |
|  | 柴田家住宅主屋                                   | 清須市西枇杷島町辰新田65 北緯35度11分34.71秒 東経136度51分33.3秒 / 北緯35.1929750度 東経136.859250度                 | 柴田家住宅                     |
|  | 甘強味淋旧本社事務所ほか                         | 海部郡蟹江町城4-1地先内法 北緯35度7分52.75秒 東経136度47分23.32秒 / 北緯35.1313194度 東経136.7898111度               | 甘強酒造                       |
|  | 山口家住宅主屋ほか                               | 海部郡蟹江町城4-215 北緯35度7分49.03秒 東経136度47分28.95秒 / 北緯35.1302861度 東経136.7913750度                     | 山口家住宅                     |
|  | 窯のある広場・資料館（倒焔式角窯）ほか           | 常滑市奥栄町1丁目130 北緯34度52分53.56秒 東経136度50分56.52秒 / 北緯34.8815444度 東経136.8490333度                   | INAXライブミュージアム         |
|  | 岡崎信用金庫資料館（旧岡崎銀行本店）             | 岡崎市伝馬通1丁目58 北緯34度57分28.52秒 東経137度10分4.56秒 / 北緯34.9579222度 東経137.1679333度                     | 岡崎信用金庫資料館             |
|  | 八丁味噌本社事務所ほか                           | 岡崎市八帖町字往還通69 北緯34度57分29.28秒 東経137度9分11.22秒 / 北緯34.9581333度 東経137.1531167度                  | カクキュー                     |
|  | 本光寺本堂ほか                                   | 岡崎市上青野町字新井1 北緯34度55分20.65秒 東経137度7分22.65秒 / 北緯34.9224028度 東経137.1229583度                   | 本光寺                         |
|  | 九重味淋大蔵                                     | 碧南市浜寺町2丁目11 北緯34度52分27.14秒 東経136度58分50.36秒 / 北緯34.8742056度 東経136.9806556度                    | 九重味淋大蔵                   |
|  | 浄照寺本堂ほか                                   | 豊田市若林西町向屋敷62 北緯35度1分53.88秒 東経137度5分58.04秒 / 北緯35.0316333度 東経137.0994556度                   | 浄照寺                         |
|  | 神谷家住宅座敷ほか                               | 安城市和泉町上之切13 北緯34度55分28.66秒 東経137度2分44.49秒 / 北緯34.9246278度 東経137.0456917度                    |                                |
|  | 旧今泉医院診療棟ほか                             | 豊川市御津町御馬西37 北緯34度48分29.04秒 東経137度18分53.47秒 / 北緯34.8080667度 東経137.3148528度                   | 旧今泉医院                     |
|  | 旧豊川電話装荷線輪用櫓                           | 豊川市野口町開津12 北緯34度50分17.97秒 東経137度21分18.25秒 / 北緯34.8383250度 東経137.3550694度                     | 旧豊川電話装荷線輪用櫓         |
|  | トヨテック本社社屋（旧豊川電話中継所本屋）ほか   | 豊川市西豊町2-35 北緯34度49分42.93秒 東経137度24分2.47秒 / 北緯34.8285917度 東経137.4006861度                        | トヨテック本社社屋             |
|  | 三谷町北区山車蔵                                 | 蒲郡市三谷町七舗153-1ほか 北緯34度48分55.85秒 東経137度14分44.08秒 / 北緯34.8155139度 東経137.2455778度              | 三谷町北区山車蔵               |
|  | 旧大野銀行（大野宿鳳来館）本館ほか               | 新城市大野字上野17-2 北緯34度56分59.59秒 東経137度36分24.41秒 / 北緯34.9498861度 東経137.6067806度                   |                                |
|  | 大島家住宅茶室                                   | 犬山市大字犬山字西古券21-1 北緯35度22分58.76秒 東経136度56分20.88秒 / 北緯35.3829889度 東経136.9391333度             |                                |
|  | 小野田家住宅主屋ほか                             | 豊橋市高塚町郷中65 北緯34度39分46.85秒 東経137度24分0.14秒 / 北緯34.6630139度 東経137.4000389度                      | 小野田家住宅                   |
|  | 筧家住宅主屋                                     | 名古屋市中村区下米野町3-29 北緯35度9分38.23秒 東経136度52分36.55秒 / 北緯35.1606194度 東経136.8768194度              | 筧家住宅                       |
|  | 知立神社本殿ほか                                 | 愛知県知立市西町神田12 北緯35度0分47.06秒 東経137度2分27.16秒 / 北緯35.0130722度 東経137.0408778度                   | 知立神社                       |
|  | 知多岡田簡易郵便局                               | 愛知県知多市岡田中谷8 北緯34度57分53.67秒 東経136度52分2.88秒 / 北緯34.9649083度 東経136.8674667度                   | 知多岡田簡易郵便局             |
|  | 旧小守家住宅主屋                                 | 犬山市大字犬山字東古券498 北緯35度23分0.28秒 東経136度56分35.47秒 / 北緯35.3834111度 東経136.9431861度               |                                |
|  | 日本陶磁器センター旧館ほか                       | 名古屋市東区代官町3903 北緯35度10分28.66秒 東経136度55分19.57秒 / 北緯35.1746278度 東経136.9221028度                 | 日本陶磁器センター旧館         |
|  | 鈴木家住宅主屋                                   | 名古屋市昭和区五軒家町20-2 北緯35度8分34.5秒 東経136度56分48.81秒 / 北緯35.142917度 東経136.9468917度                | 鈴木家住宅                     |
|  | 崇覚寺本堂                                       | 名古屋市中区橘二丁目601 北緯35度9分9.34秒 東経136度54分2.13秒 / 北緯35.1525944度 東経136.9005917度                   | 崇覚寺本堂                     |
|  | 旧岡田医院主屋ほか                               | 知多市岡田字開戸24 北緯34度58分0.94秒 東経136度51分54.9秒 / 北緯34.9669278度 東経136.865250度                        | 旧岡田医院                     |
|  | 野間郵便局旧局舎                                 | 知多郡美浜町大字野間字須賀91-1 北緯34度46分9.2秒 東経136度50分48.21秒 / 北緯34.769222度 東経136.8467250度            | 野間郵便局旧局舎               |
|  | 善立寺本堂ほか                                   | 岡崎市祐金町一丁目31 北緯34度57分23.4秒 東経137度10分13.05秒 / 北緯34.956500度 東経137.1702917度                     | 善立寺                         |
|  | 日本福音ルーテル復活教会                         | 名古屋市東区徳川町2303 北緯35度11分10.13秒 東経136度55分55.67秒 / 北緯35.1861472度 東経136.9321306度                 | 日本福音ルーテル復活教会       |
|  | 萬福寺本堂ほか                                   | 知立市上重原町本郷27 北緯34度59分40.24秒 東経137度1分28.43秒 / 北緯34.9945111度 東経137.0245639度                    | 萬福寺                         |
|  | 旧中央線玉野第三隧道ほか                         | |                                |
|  | 中定商店大五蔵ほか                               | 知多郡武豊町字小迎51 北緯34度51分20.42秒 東経136度55分21.62秒 / 北緯34.8556722度 東経136.9226722度                   | 中定商店                       |
|  | 蓮教寺本堂ほか                                   | 名古屋市名東区高針四丁目864 北緯35度9分23.08秒 東経137度0分43.15秒 / 北緯35.1564111度 東経137.0119861度              | 蓮教寺                         |
|  | 旧堀田廣之家住宅                                 | 津島市祢宜町68 北緯35度10分35.71秒 東経136度43分11.51秒 / 北緯35.1765861度 東経136.7198639度                         | 旧堀田廣之家住宅               |
|  | 大谷家住宅主屋ほか                               | 愛知県豊川市足山田町下平100・101合併地 北緯34度51分56.62秒 東経137度24分22.82秒 / 北緯34.8657278度 東経137.4063389度 |                                |
|  | 安長寺山門                                       | 豊田市梅坪町五丁目14-1 北緯35度6分0.82秒 東経137度9分25.62秒 / 北緯35.1002278度 東経137.1571167度                    | 安長寺                         |
|  | 南山学園ライネルス館                             | 名古屋市昭和区五軒家町6-1 北緯35度8分33.25秒 東経136度57分4.55秒 / 北緯35.1425694度 東経136.9512639度                | 南山学園ライネルス館           |
|  | 旧石原家住宅主屋ほか                             | 岡崎市六供町字杉本70 北緯34度57分41.99秒 東経137度10分7.34秒 / 北緯34.9616639度 東経137.1687056度                    | 旧石原家住宅                   |
|  | 川田家住宅主屋                                   | 丹羽郡扶桑町大字南山名字前ノ前49 北緯35度21分48.71秒 東経136度54分20.39秒 / 北緯35.3635306度 東経136.9056639度       | 川田家住宅                     |
|  | 七所神社本殿                                     | 名古屋市南区笠寺町字天満12 北緯35度5分42.82秒 東経136度56分5.13秒 / 北緯35.0952278度 東経136.9347583度               | 七所神社                       |
|  | 爲三郎記念館為春亭ほか                           | 名古屋市千種区堀割町1丁目9番地 北緯35度10分4.3秒 東経136度56分53.66秒 / 北緯35.167861度 東経136.9482389度            | 爲三郎記念館                   |
|  | 真宗大谷派名古屋別院東門及び土塀                 | 名古屋市中区橘2丁目8−55 北緯35度9分6.8秒 東経136度54分10.84秒 / 北緯35.151889度 東経136.9030111度                    |                                |
|  | 東海学園大講堂                                   | 名古屋市東区筒井1-202-4 北緯35度10分47.98秒 東経136度55分46.02秒 / 北緯35.1799944度 東経136.9294500度                | 東海学園大講堂                 |
|  | 川原田家住宅                                     | 名古屋市昭和区南山町25-4 北緯35度8分31.43秒 東経136度57分2.37秒 / 北緯35.1420639度 東経136.9506583度                 | 川原田家住宅                   |
|  | 鈴木家住宅主屋ほか                               | 愛知県愛西市須依町郷577 北緯35度9分16.45秒 東経136度43分2.26秒 / 北緯35.1545694度 東経136.7172944度                  | 鈴木家住宅                     |
|  | 髙木家住宅主屋ほか                               | 犬山市大字犬山字東古券73 北緯35度22分54.23秒 東経136度56分22.47秒 / 北緯35.3817306度 東経136.9395750度               | 髙木家住宅                     |
|  | 冨田家住宅木南舎ほか                             | 岡崎市本宿町字南中町                                                                                                 | 本宿旧代官屋敷                 |
|  | 葛利毛織工業株式会社工場ほか                     | 一宮市木曽川町玉ノ井字宮前1番地 北緯35度20分6.81秒 東経136度45分33.9秒 / 北緯35.3352250度 東経136.759417度           | 葛利毛織工業                   |
|  | 真清田神社本殿及び渡殿ほか                       | 一宮市真清田1-2-1 北緯35度18分27.11秒 東経136度48分7.39秒 / 北緯35.3075306度 東経136.8020528度                       | 真清田神社                     |
|  | 旧伊東合資会社                                   | 半田市亀崎町九丁目111 北緯34度54分42.88秒 東経136度57分45.89秒 / 北緯34.9119111度 東経136.9627472度                  | 旧伊東合資会社                 |
|  | 三宅家住宅                                       | 尾張旭市西大道町五輪塚3676 北緯35度12分47.46秒 東経137度1分51.7秒 / 北緯35.2131833度 東経137.031028度                |                                |
|  | 中村家住宅主屋                                   | 豊川市篠束町大堀63-1 北緯34度48分15.75秒 東経137度22分5.16秒 / 北緯34.8043750度 東経137.3681000度                    |                                |
|  | 久野家住宅（愛山居）主屋ほか                     | 東海市加木屋町愛敬83-1 北緯34度59分4.1秒 東経136度54分22.0秒 / 北緯34.984472度 東経136.906111度                      | 久野家住宅（愛山居）           |
|  | 守隨家住宅（旧山田家住宅）石積護岸               | 東海市名和町砂崎86 北緯35度02分49.9秒 東経136度54分15.8秒 / 北緯35.047194度 東経136.904389度                         | 守随家住宅                     |
|  | 間瀬家住宅（作右衛門屋敷）主屋ほか               | 半田市亀崎町六丁目83-1他 北緯34度54分50.7秒 東経136度57分52.4秒 / 北緯34.914083度 東経136.964556度                   | 間瀬家住宅                     |
|  | 蒲郡クラシックホテル本館（旧蒲郡ホテル本館）ほか | 蒲郡市竹島町452 北緯34度48分57.5秒 東経137度14分8.3秒 / 北緯34.815972度 東経137.235639度                             | 蒲郡クラシックホテル           |

#### 準会員
2024年6月11日時点。準会員は所有していた登録有形文化財が指定文化財になった正会員。
- 小栗家住宅主屋ほか（国指定重要文化財）
- 名古屋テレビ塔（国指定重要文化財）

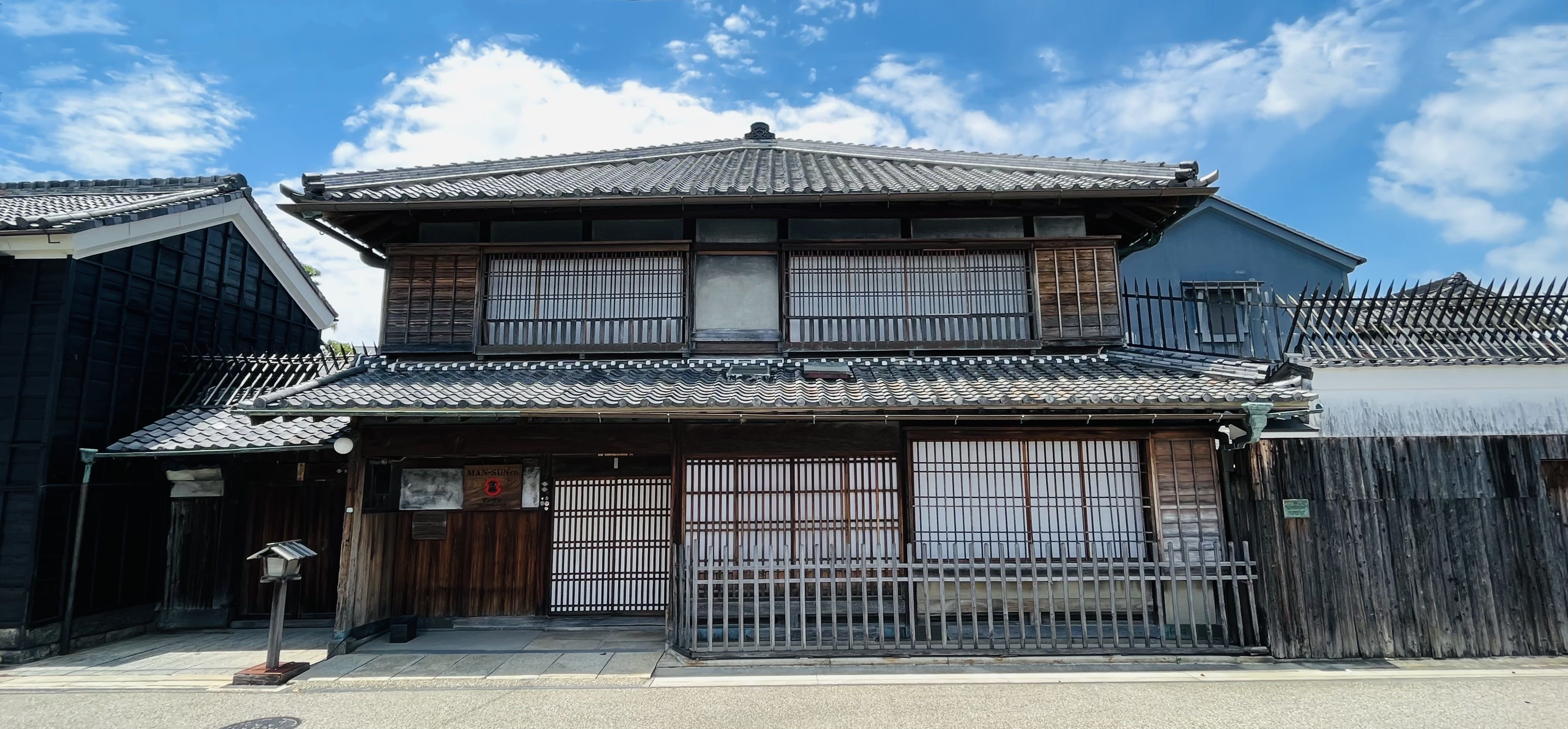
小栗家住宅
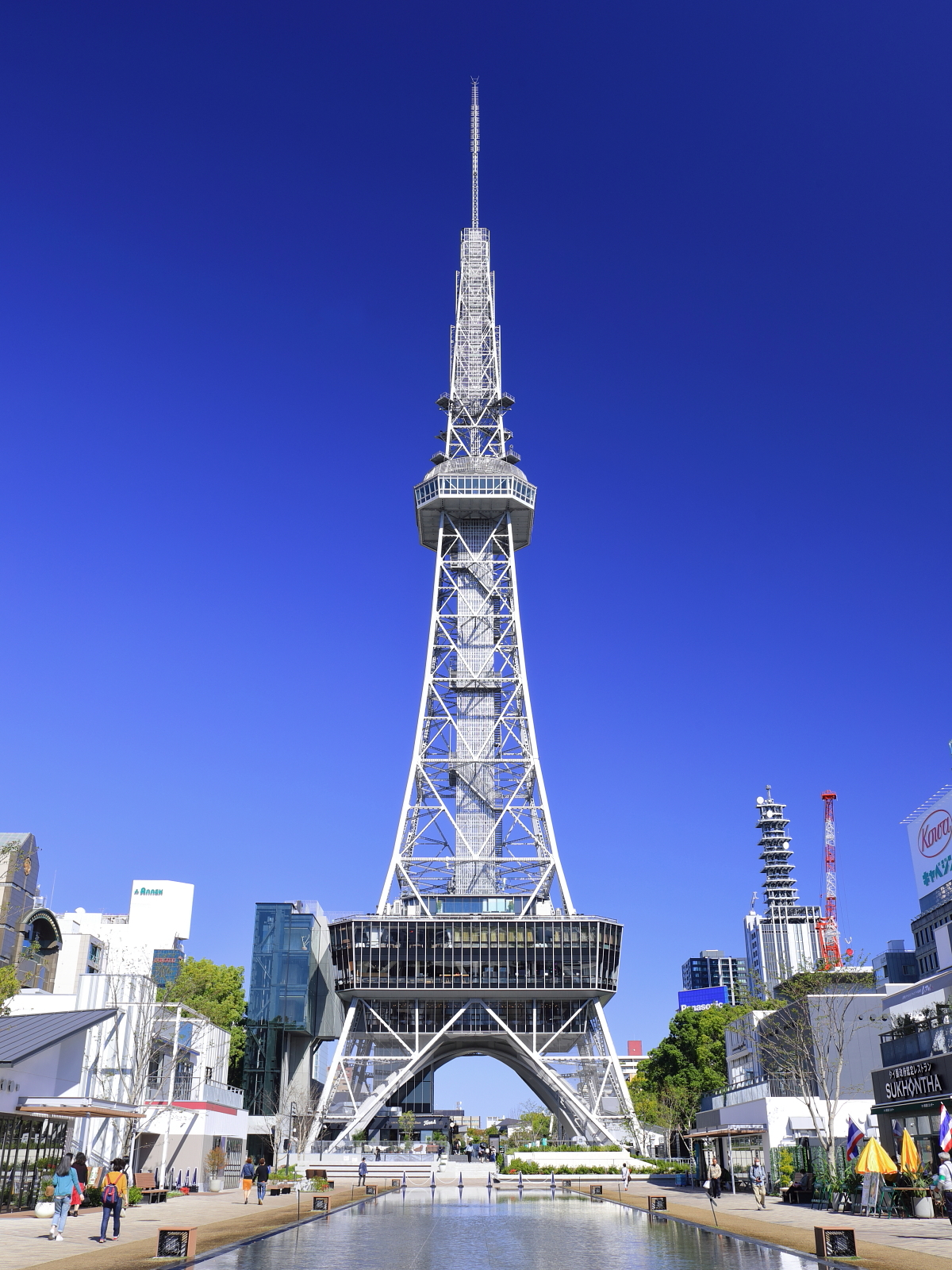
名古屋テレビ塔

#### 特別会員
2024年6月11日時点。特別会員は愛知県内の登録有形文化財を所有または管理する地方自治体。
|  | 物件                                                 | 所在地                         | コモンズ             | 会員                                       |
|  | ---------------------------------------------------- | ------------------------------ | -------------------- | ------------------------------------------ |
|  | 黄柳橋                                               | 愛知県新城市乗本字上林・字川向 | 旧黄柳橋             | 愛知県                                     |
|  | 乃木倉庫                                             | 愛知県名古屋市中区本丸1        | 乃木倉庫             | 名古屋城総合事務所                         |
|  | 旧加藤商会ビル                                       | 愛知県名古屋市中区錦1-15-17    | 旧加藤商会ビル       | 名古屋市緑政土木局河川計画課               |
|  | 旧川上貞奴邸主屋ほか                                 | 愛知県名古屋市東区橦木町3-23   | 旧川上貞奴邸         | 名古屋市観光文化交流局歴史まちづくり推進課 |
|  | 豊橋市公会堂ほか                                     | 愛知県豊橋市八町通2-22         | 豊橋市公会堂         | 豊橋市                                     |
|  | 伊世賀美隧道ほか                                     | 愛知県豊田市明川町岩立         | 伊世賀美隧道         | 豊田市                                     |
|  | 旧林家住宅主屋及び裏座敷                             | 愛知県一宮市起字下町211        | 旧林家住宅           | 一宮市                                     |
|  | 旧磯部家住宅主屋ほか                                 | 愛知県犬山市大字犬山字東古券72 | 旧磯部家住宅         | 犬山市                                     |
|  | 名古屋大学豊田講堂ほか                               | 愛知県名古屋市千種区仁座町1    | 名古屋大学豊田講堂   | 名古屋大学                                 |
|  | 名古屋市東山荘                                       | 愛知県名古屋市瑞穂区初日町2-3  | 名古屋市東山荘       | 名古屋市観光文化交流局文化振興室           |
|  | 旧津島信用金庫本店                                   | 愛知県津島市本町1-52-1         | 旧津島信用金庫本店   | 津島市                                     |
|  | 旧愛知県第二尋常中学校講堂                           | 愛知県岡崎市針崎町字春咲1-1    |                      | 岡崎市                                     |
|  | 大倉公園茅葺門ほか                                   | 愛知県大府市桃山町5-74他       |                      | 大府市                                     |
|  | 旧山繁商店離れほか                                   | 愛知県瀬戸市仲切町23他         | 旧山繁商店           | 瀬戸市                                     |
|  | 旧国鉄武豊港駅転車台                                 | 愛知県知多郡武豊町字道仙田9-8  | 武豊港駅             | 武豊町                                     |
|  | 半田赤レンガ建物（旧カブトビール工場）創建時主棟ほか | 愛知県半田市榎下町8            | 半田赤レンガ建物     | 半田市                                     |
|  | 刈谷市郷土資料館（旧亀城小学校本館）                 | 愛知県刈谷市城町1-25-1         | 刈谷市郷土資料館     | 刈谷市                                     |
|  | 旧常滑市立陶芸研究所                                 | 愛知県常滑市奥条七丁目22       | 旧常滑市立陶芸研究所 | 常滑市                                     |

## 沿革
2011年（平成23年）6月、ウインクあいちにある愛知県立大学名駅サテライトキャンパスにて設立総会を開催し、正会員43名、特別会員7名、賛助会員36名の合計86名の会員で発足した。この2011年度より文化庁の補助事業の採択を受け、2016年度にかけて「愛知県内登録有形文化財の保存・活用促進にむけた文化財建造物所有者と県民の連携事業」として、3つのプロジェクトを実施した。さらに、2017年度からは2021年度には、「愛知県国登録有形文化財公開活用事業」として、建物特別公開(あいたて博）を中心に取り組んだ。
2016年度公益信託 大成建設自然・歴史環境基金の助成をうけ、2017年（平成29年）3月、名古屋テレビ塔で全国登文会情報交換会を開催。各地の保存団体のほか、文化庁が一堂に会する初の機会を創出。同年10月、名古屋市内の金城学院高等学校榮光館で、一般市民に向けて活動報告を行う全国登文会シンポジウムを開催、全国の登文会がネットワークを形成し、取り組んでいくことの必要性が確認された。
さらに、2018年度公益信託 大成建設自然・歴史環境基金の助成をうけ、2019年（令和元年）6月21・22日には日本陶磁器センタービル等で全国登文会フェスタを開催し、登録有形文化財保存の会の全国的な連携と、保存・活用の円滑化をめざして所有者間の交流促進を図った。なお、この機会を利用し、半田市の小栗家住宅において全国登文会設立総会が開催された。
2021年（令和3年）、ドローンや360度カメラなどを用いて文化財を撮影しインターネット公開してきた事業が評価され、東海情報通信懇談会から表彰状を贈られた。
2022年（令和4年）、文化庁の補助がない年度で当初は魅力紹介冊子の発行を断念していたが、2022年度公益信託 大成建設自然・歴史環境基金の助成及びクラウドファンディングによって資金調達を行い、2023年（令和5年）4月に『あいちのたてもの 明治村編』を発行した。

## 保存活動対象
愛知県内の国登録有形文化財の建造物を対象とする。愛知県内の国登録有形文化財の登録件数は、2023年（令和5年）時点で551件あり、全国で6番目。

## おもな活動

### 概要
愛知登文会の独自事業として、総会、講座、シンポジウム、県外の事例視察、『愛知登文会ニュース』の発行などを行っている。講座などの実施にあたってはヘリテージマネージャーなど建築の専門家の協力も受けている。また、2016年（平成28年）から文化財の保存や活用に力を尽くしている所有者等の顕彰を行っている。
また、設立当初より文化庁補助事業の採択を受け、2011～2016年度に「愛知県内登録有形文化財の保存活用にむけた文化財建造物所有者と県民の連携事業」に取組んだ。2014年（平成26年）から「登録文化財魅力体験」を謳った特別公開事業「あいちのたてもの博覧会」を開催し、建物ごとにトレーディングカード「あいたてカード」を作成する。歴史的な施設は町の景観に貢献する一方で、所有者にとっては維持の苦労が多い。エアコンが設置しにくい、窓やドアにサッシを付けにくいなどの生活上の不便が多く、修繕費用や昔ながらの広い敷地が相続税で負担になることもある。特別公開は、市民や行政とこうした課題を共有しつつ、歴史的建造物を次世代に受け継いでいくための方策を地域全体で考えるきっかけとなることを期待して開催されている。
2017年（平成29年）からは文化財ガイドの育成にも力を入れ、地域固有の文化遺産の現状や課題を共有する「登録文化財保存活用シンポジウム」を開催している。また、2018年（平成30年）からは登録有形文化財の魅力を紹介する冊子刊行を開始し、2023年（令和5年）までに5冊が刊行された。

### あいちのたてもの博覧会

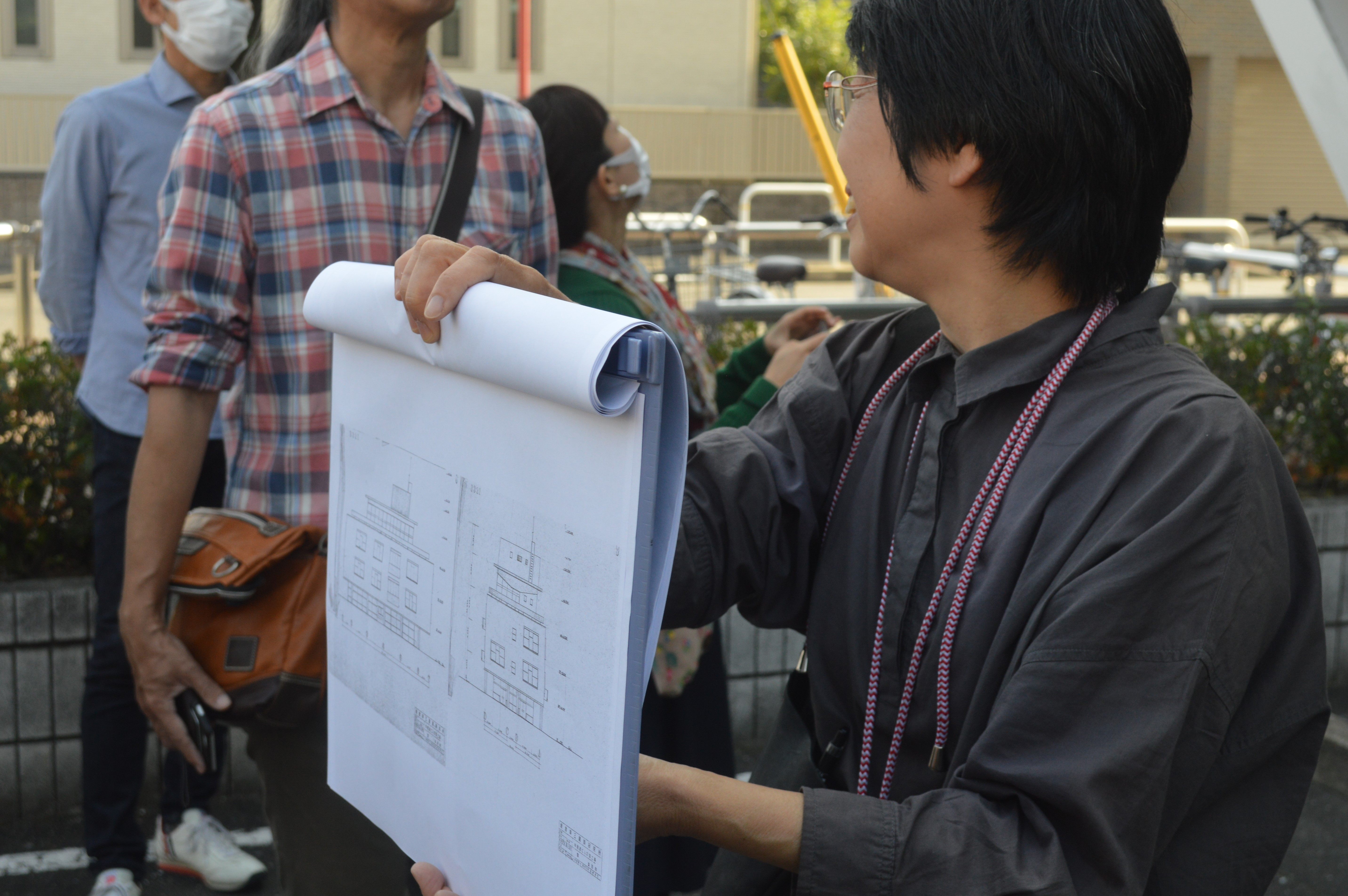
あいちヘリテージマネージャーによる中産連ビルの建物解説

2014年（平成26年）から、愛知県内の登録有形文化財において、普段公開されていない建物の公開や専門家・所有者による建物解説を行っている。当初は建物特別公開と称していたが、2019年度より、「あいちのたてもの博覧会」（略称：「あいたて博」）と名称を変更した。

### シンポジウム等
2012年（平成24年）、愛知県立大学サテライトキャンパスを会場に、第1回「文化財建造物の保存・活用講座」を開講。岐阜県高山市の市史編さん委員を講師に招き、歴史的な外観を維持しつつ現代の生活に支障なく改修する事例などについて学ぶ全7回講座で、名古屋市東区の建中寺などに会場を移しつつ開講した。
その後も建物を保存し適切に活用していくためのシンポジウムや、子ども向けの歴史的建造物学習会「文化財こどもプロジェクト」などを実施する。この文化財こどもプロジェクトでは、大人のボランティアガイドに小学生が学び、グループ学習で文化財ガイドのコースなどについて検討したりした。
2023年（令和5年）にはウィキペディアを情報発信に活用すべく、ウィキペディアタウンに類似した勉強会「ウィキペディア愛知登文会」を開催し、愛知県内の登録有形文化財の記事を充実させた。

### 刊行物

#### 愛知県登録文化財魅力紹介冊子「あいちのたてもの」

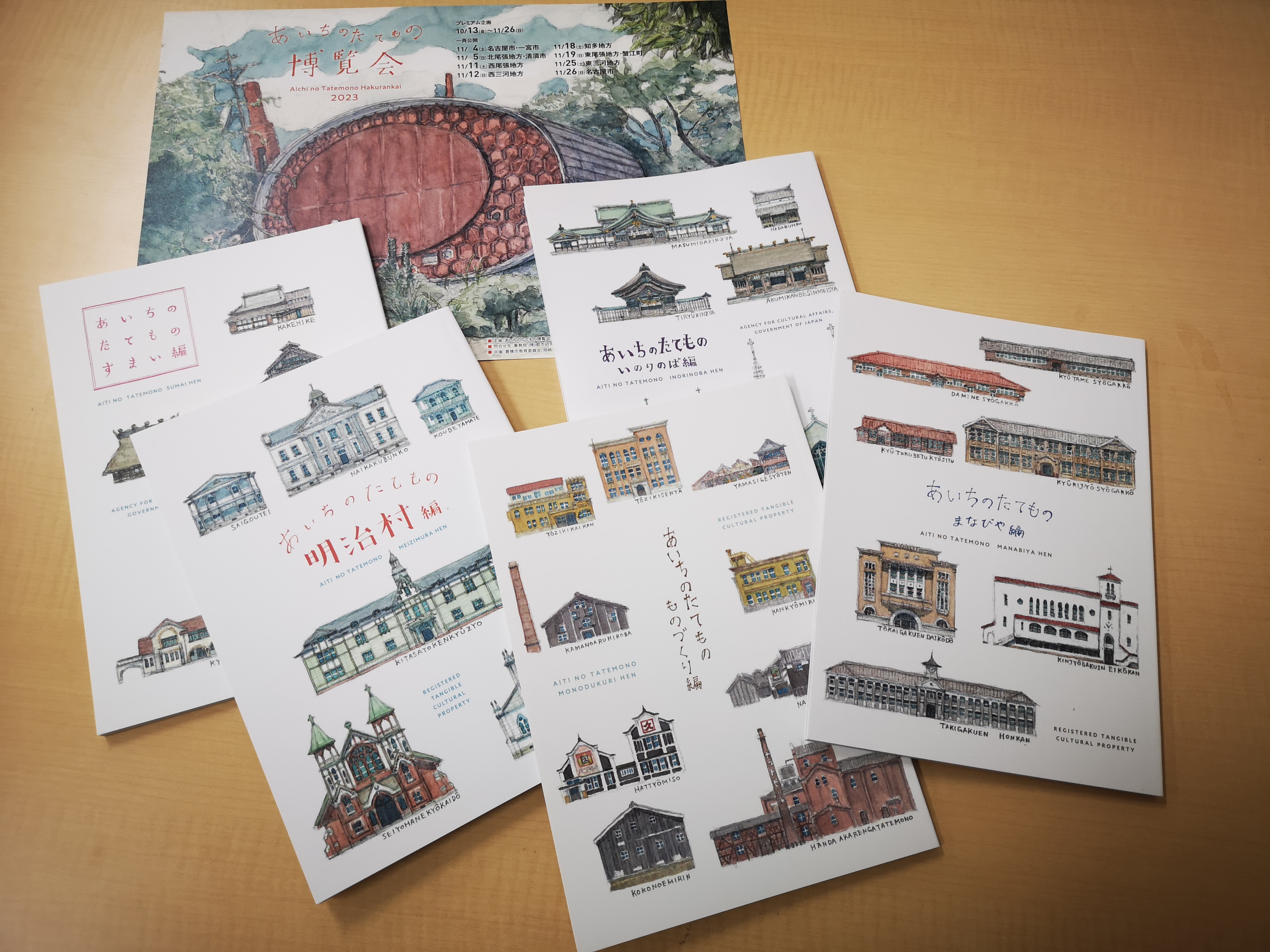
冊子「あいちのたてもの」

2018年（平成30年）から年1冊のペースで愛知県内の登録有形文化財の多様な魅力を紹介する冊子を作成している。A5版でページ数は各巻56ページ。執筆担当は建築史家の村瀬良太。「文化財を通じて周辺の歴史や文化を深く知ってもらえれば、建物の価値が見直されることにつながる」等と執筆意図を明かし、建築の専門用語はイラスト付きで説明するなど難しい言葉の使用を避けて構成する。
内容は、各巻でテーマごとに県内の登録有形文化財建造物をイラストや写真も交えてわかりやすく紹介するほか、文化財建造物に関するコラムや、名古屋大学名誉教授の飯田喜四郎のインタビューを掲載する。印刷製本したものは県内公共図書館に寄贈するほか、愛知登文会のホームページからダウンロードできる。
- 2018年度 - 『あいちのたてもの ものづくり編』[24][25]
- 2019年度 - 『あいちのたてもの まなびや編』[26][20]
- 2020年度 - 『あいちのたてもの いのりのば編』[27][22]
- 2021年度 - 『あいちのたてもの すまい編』[28][21]
- 2022年度 - 『あいちのたてもの 明治村編』[29][30]
- 2023年度 - 『あいちのたてもの まちのシンボル編』[31][32]

#### 『愛知登文会ニュース』
愛知登文会では広報誌『愛知登文会ニュース』を年3回程度発行しており、団体としての活動紹介、建物の紹介などを行っている。愛知登文会のホームページからダウンロードできる。